# Chiesa dello Sposalizio di Maria Vergine (Trento)
La chiesa dello Sposalizio di Maria Vergine è la parrocchiale situata in via San Bernardino a Trento, in Trentino. Fa parte della zona pastorale di Trento dell'omonima arcidiocesi e risale al XIX secolo.

## Storia

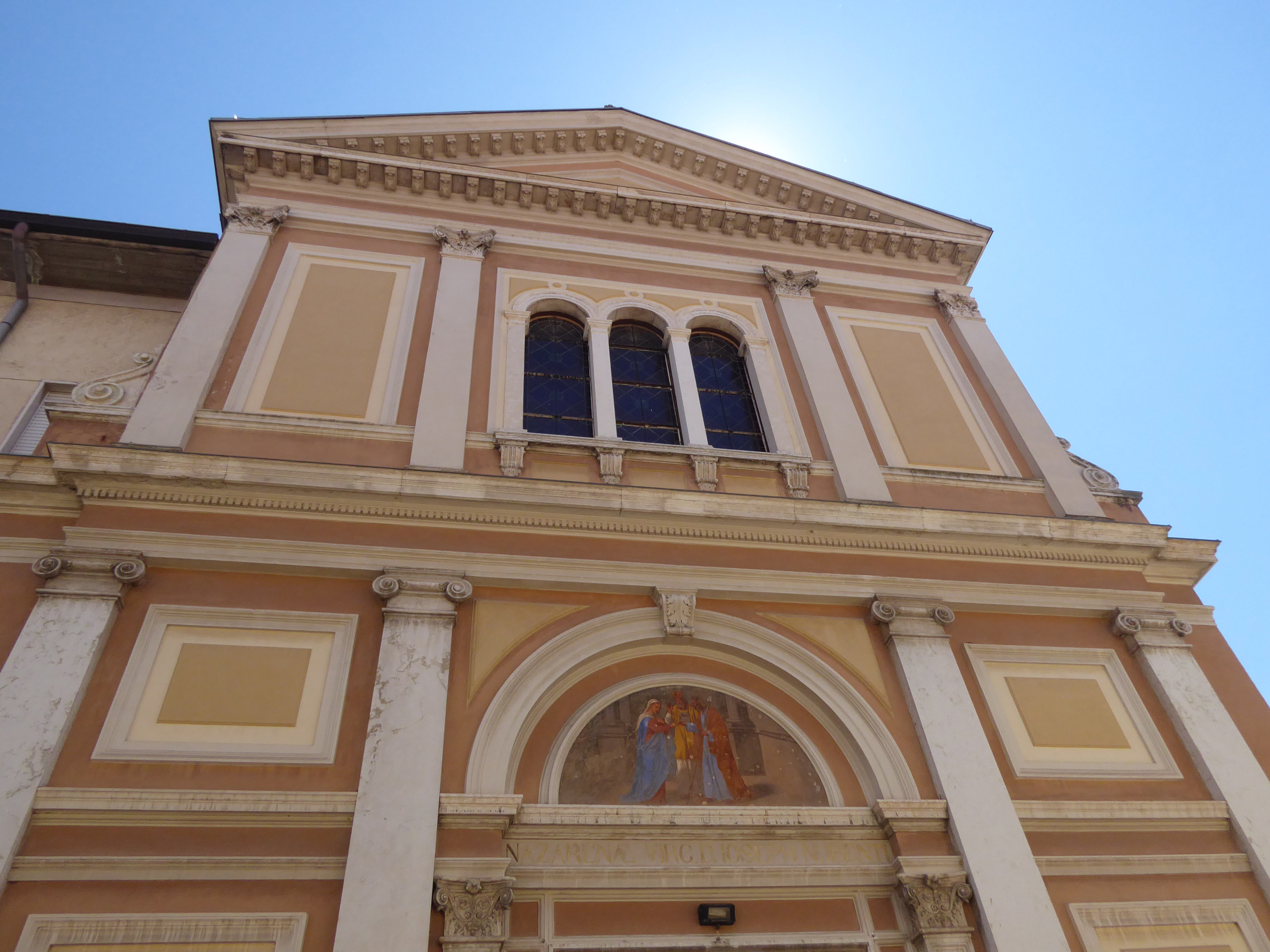
Facciata.

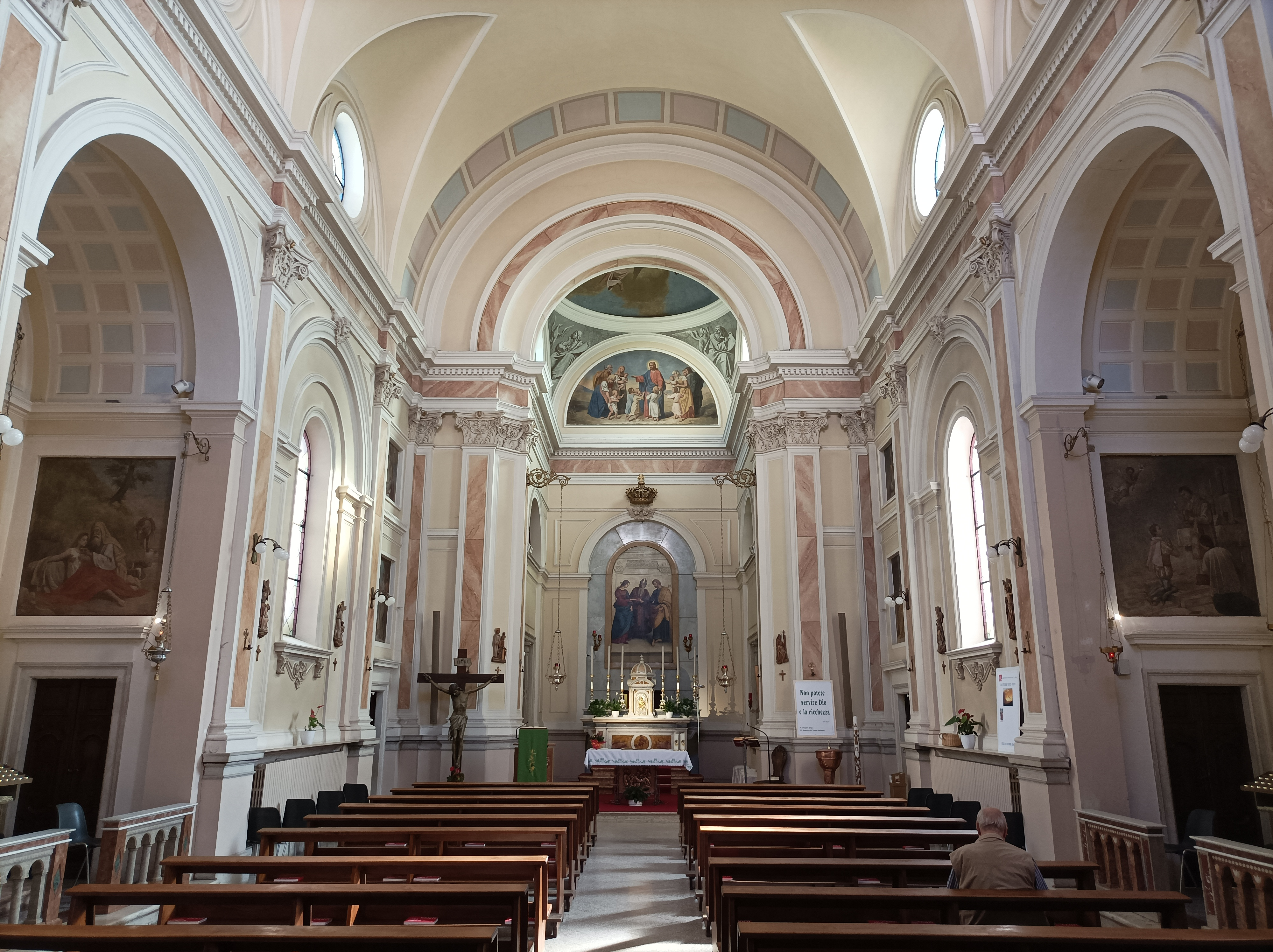
Interno.

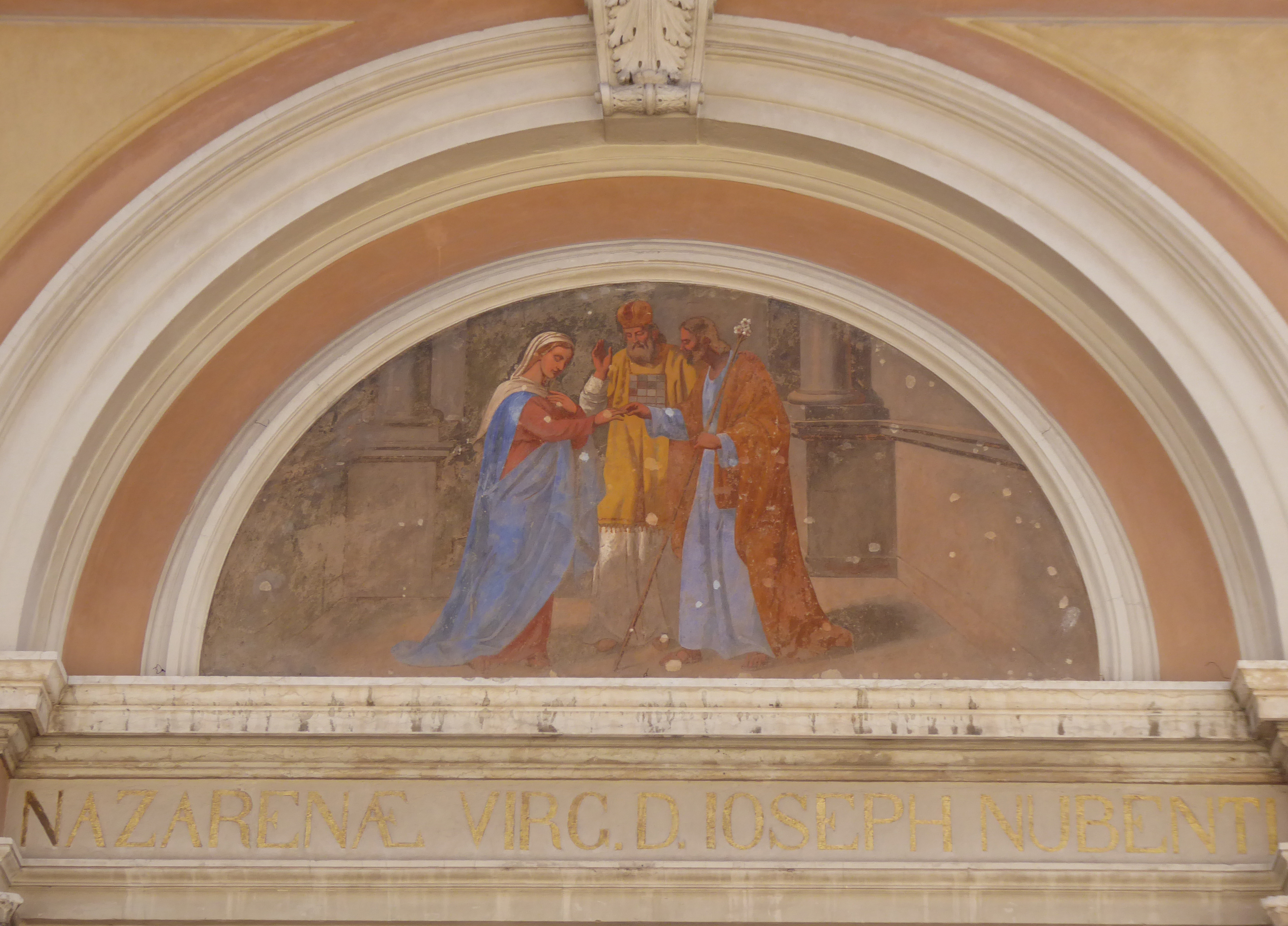
Affresco nella lunetta del portale principale.

Il luogo di culto venne eretto a Trento su progetto di Emilio Paor. Il cantiere venne aperto nel 1896 e chiuso nel 1898. 
La chiesa venne affidata alla congregazione delle Sacre Stimmate, o Bertoniani, che l'aveva fortemente voluta. La benedizione fu impartita a lavori conclusi e la solenne consacrazione fu celebrata circa tre anni dopo, il 22 settembre 1901. Venne elevata a dignità parrocchiale nel 1960.

## Descrizione

### Esterni
La chiesa mostra orientamento verso sud. La facciata si presenta in stile neorinascimentale ed è suddivisa in due ordini ognuno tripartito verticalmente e con il grande frontone triangolare in alto. Il portale è architravato ed è sormontato dall'interessante lunetta decorata da Giovanni Battista Chiocchetti nel 1898. Sopra di questa, in asse, una finestra a trifora porta luce alla sala.

### Interni
La navata interna è unica e formata da tre campate scandite da paraste. La sala è ampliata dalla presenza di due cappelle laterali poste specularmente. Attraverso l'arco santo si accede al presbiterio, leggermente rialzato. Le rifiniture e le decorazioni interne sono eseguite in parte con stucchi in rilievo.